# Михайлівка (Водяницька сільська громада)
Миха́йлівка — селище в Україні, у Водяницькій сільській громаді Звенигородського району Черкаської області. Селище підпорядковане Шубиноставській сільській раді.

## Загальні відомості
Населення селища становить 32 особи (2005; 45 в 2001).
Михайлівка розташована на лівому березі річки Гончариха, правій притоці Гнилого Тікича (басейн Південного Бугу). Проти селища, на правому березі розташоване село Кучківка.
До селища підведений газопровід, який постачає селян блакитним паливом.
У Михайлівці знаходиться братська могила радянських воїнів.

## Населення
Згідно з переписом УРСР 1989 року чисельність наявного населення селища становила 80 осіб, з яких 31 чоловік та 49 жінок.
За переписом населення України 2001 року в селищі мешкало 45 осіб. 100 % населення вказало своєю рідною мовою українську мову.
У середині 2020 роках офіційно вимерло.[джерело?]